# Mångfläckig kolibri
Mångfläckig kolibri (Taphrospilus hypostictus) är en fågel i familjen kolibrier.

## Utseende
Mångfläckig kolibri är en stor kolibri med vit undersida översållad med gröna fläckar, därav namnet. Bakom ögat syns en vit fläck. Arten liknar hona violettpannad briljant men saknar dennas blå panna och vitt mustaschstreck. 

## Utbredning och systematik
Arten är den enda i släktet Taphrospilus. Fågeln förekommer i Anderna från östra Ecuador till sydöstra Bolivia och nordvästra Argentina. Den har uppgetts förekomma i Brasilien men det är en osäker uppgift och fågeln räknas inte med på listan över Brasiliens fåglar som upprättas av CBRO (Comitê Brasileiro de Registros Ornitológicos).

## Levnadssätt
Mångfläckig kolibri hittas i molnskogar. Den är geerellt fåtalig, men kan ses besöka fågelmatningar i vissa områden.

## Status och hot
Arten har ett stort utbredningsområde, men tros minska i antal, dock inte tillräckligt kraftigt för att den ska betraktas som hotad. Internationella naturvårdsunionen IUCN listar arten som livskraftig (LC).